# Veaceslav Harnaj
Veaceslav Harnaj sau Veceslav Harnaj (n. 7 noiembrie 1917, Baimaclia, raionul Căușeni, Republica Moldova – d. 28 octombrie 1988, București, România) a fost un om de știință și profesor universitar român, fondatorul apiculturii moderne românești. A fost fiul preotului Dumitru Harnaj (Dimitrie Harnagea), primul învățător din sat și ctitorul Bisericii „Sf. Dumitru” din Republica Moldova și al Iuliei Dolgaia.

## Studii
A absolvit școala în comuna natală. În 1934, a fost înmatriculat la Liceul Militar „Ferdinand I” din Chișinău, unde a fost înregistrat cu numele Harnaj în loc de Harnagea.
În 1945 a absolvit Institutul Politehnic București, cu diploma de inginer constructor.

## Carieră
În perioada 1946-1974, a fost profesor la Institutul Politehnic București, Institutul de Construcții, Academia Militară Tehnică, Institutul de Mine. Între 1971-1973, a fost profesor titular șef, apoi prorector la Catedra de Hidraulică Generală de la Institutul de Petrol, Gaze și Geologie din București.
În 1957, profesorul Veaceslav Harnaj, împreună cu alți colaboratori, a înființat în România Asociația Crescătorilor de Albine (ACA), recunoscută oficial în 1958. A condus această asociație 25 de ani (1957-1982).
Între 1964‑1974, Veaceslav Harnaj a realizat un complex apicol unic în lume: un Combinat Apicol (înființat în 1965), un Institut de Cercetare și Producție pentru Apicultură, un Institut Internațional de Tehnologie și Economie Apicolă, o tipografie privată, un Liceu Apicol cu internat.
În 1965 a fost ales ca președinte al Federației Internaționale a Asociațiilor de Apicultori (APIMONDIA), în cadrul celui de-al XX-lea Congres Internațional Jubiliar al Apimondia. La data respectivă, statutul Apimondia prevedea că o persoană nu poate fi președinte mai mult de două legislaturi a câte 5 ani. Înainte de sfârșitul celei de-a doua legislaturi, datorită competenței de care a dat dovadă, s-a hotărât schimbarea statutului Apimondia. Astfel, Veaceslav Harnaj a fost președintele Apimondiei timp de 20 de ani, până în anul 1985, când sănătatea nu i-a mai permis. După 1985, a fost ales președinte de onoare până la sfârșitul vieții.
În 1966 profesorul Harnaj a înființat o mică tipografie (cu o mașină tipografică adusă de la fier vechi din Germania), sub denumirea Editura Apimondia și a început tipărirea revistei Apiacta. În 1970 a transformat Editura în Institutul Internațional de Tehnologie și Economie Apicolă (IITEA).
În 1971 a înființat Liceul Apicol din București, prima școală de apicultură din Europa, care în 1990 a devenit Colegiul Tehnologic „Veaceslav Harnaj”.
În iunie 1974, a contribuit la înființarea Institutului de Cercetare și Producție pentru Apicultură, reunind Stațiunea Centrală pentru Apicultură și Sericicultură cu Centrul de studii, proiectare și învățământ apicol, ce aparținea Asociației Crescătorilor de Albine din România.
A publicat 164 de lucrări în țară și străinătate și a obținut brevete și certificate de inventator, preluate și puse în aplicare atât în România, cât și în străinătate (Japonia și Germania). A predat cursuri de profil la prestigioase instituții de învățământ superior din Roma, Colorado, Berlin, Paris.

## Premii și omagii
În 1969, profesorul Harnaj a primit medalia de aur și premiul Întreprinderii „Agfa Gevaert” pentru filmul „Apis Mellifica Carpatica”, la cel de-al XXII-lea Congres Apimondia, desfășurat la München.
În 1968 a deschis Lucrările primului Simpozion despre Hidrotransportarea lichidelor polifazate de la Moscova, iar în 1969 a obținut Marea Medalie de Aur la Salonul Internațional de Inventică de la Oberhausen, Germania, pentru brevetul Rambleiajul hidromecanic dirijat, lucrare brevetată în Germania, Franța, Algeria, Japonia. În 1977 a primit șaisprezece medalii de aur pentru concepția constructivă și tehnologică a Combinatului Apicol de la Băneasa.
A fost ales președinte al Asociației Internaționale de Fluide Polifazate și membru activ al Academiei de Științe din New York, în 1964. În 1975 a fost ales membru de onoare al Academiei Internaționale Pontzen din Napoli.
În comuna Baimaclia, a fost amenajat un minimuzeu dedicat lui Veaceslav Harnaj, în Gimnaziul cu specific apicol care îi poartă numele, prin grija nepoatei sale, actrița Ileana Popovici.

### Distincții
- Ordinul Muncii clasa I (26 ianuarie 1974) „pentru merite deosebite în muncă, cu prilejul împlinirii a 100 de ani de la înființarea primelor asociații ale crescătorilor de albine din țara noastră”[20]
- Ordinul Meritul Agricol al Franței în grad de cavaler (1976)
- Ordinul Meritul Republicii Italiene în grad de mare ofițer (1978)